# 2016-os OFC-nemzetek kupája
A 2016-os OFC-nemzetek kupája  a tizedik óceániai kontinenstorna. A címvédő Tahiti volt, mely csapat 2012-ben először nyerte meg a tornát, a torna győztese Új-Zéland lett, az ötödik tornagyőzelmét megszerezve ezzel.

## Selejtezők
A torna selejtezője egyben a 2018-as labdarúgó-világbajnokság óceániai selejtezőjének 1. fordulója is volt. A mérkőzéseket 2015. augusztus 31. és szeptember 4. között játszották Tongán.
| Színmagyarázat                                                                       |
| ------------------------------------------------------------------------------------ |
| A csoport első helyezettje továbbjutott a 2016-os OFC-nemzetek kupája csoportkörébe. |
| A csoport 2–4. helyezettjei kiestek.                                                 |

| Hely. | Csapat          | M | Gy | D | V | G+ | G– | Gk | P | Továbbjutás                                                                  |
| ----- | --------------- | - | -- | - | - | -- | -- | -- | - | ---------------------------------------------------------------------------- |
| 1.    | Szamoa          | 3 | 2  | 0 | 1 | 6  | 3  | +3 | 6 | Továbbjutott a második fordulóba/a 2016-os OFC-nemzetek kupája csoportkörébe |
| 2.    | Amerikai Szamoa | 3 | 2  | 0 | 1 | 6  | 4  | +2 | 6 |                                                                              |
| 3.    | Cook-szigetek   | 3 | 2  | 0 | 1 | 4  | 2  | +2 | 6 |                                                                              |
| 4.    | Tonga (R)       | 3 | 0  | 0 | 3 | 1  | 8  | −7 | 0 |                                                                              |

## Résztvevők
| Csapat           | Részvételi jog       |
| ---------------- | -------------------- |
| Fidzsi-szigetek  | Automatikus          |
| Új-Kaledónia     | Automatikus          |
| Új-Zéland        | Automatikus          |
| Pápua Új-Guinea  | Automatikus          |
| Salamon-szigetek | Automatikus          |
| Tahiti           | Automatikus          |
| Vanuatu          | Automatikus          |
| Szamoa           | A selejtező győztese |

## Csoportkör
Sorrend meghatározása
A selejtezők során a csoportokban a következők szerint kellett meghatározni a sorrendet:
1. több szerzett pont az összes mérkőzésen (egy győzelemért 3 pont, egy döntetlenért 1 pont jár, a vereségért nem jár pont)
2. jobb gólkülönbség az összes mérkőzésen
3. több lőtt gól az összes mérkőzésen
4. több szerzett pont az azonosan álló csapatok között lejátszott mérkőzéseken
5. jobb gólkülönbség az azonosan álló csapatok között lejátszott mérkőzéseken
6. több lőtt gól az azonosan álló csapatok között lejátszott mérkőzéseken
7. több idegenben szerzett gól (ha két csapat áll azonosan)
8. rájátszás mérkőzés semleges helyszínen, hosszabbítással és büntetőkkel

### A csoport
| Hely. | Csapat              | M | Gy | D | V | G+ | G– | Gk  | P | Továbbjutás |
| ----- | ------------------- | - | -- | - | - | -- | -- | --- | - | --- |
| 1.    | Pápua Új-Guinea (R) | 3 | 1  | 2 | 0 | 11 | 3  | +8  | 5 | Továbbjutott az egyenes kieséses szakaszba, valamint a 2018-as világbajnokság óceániai selejtezőjének 3. fordulójába |
| 2.    | Új-Kaledónia        | 3 | 1  | 2 | 0 | 9  | 2  | +7  | 5 | Továbbjutott az egyenes kieséses szakaszba, valamint a 2018-as világbajnokság óceániai selejtezőjének 3. fordulójába |
| 3.    | Tahiti              | 3 | 1  | 2 | 0 | 7  | 3  | +4  | 5 | Továbbjutott a 2018-as világbajnokság óceániai selejtezőjének 3. fordulójába                                         |
| 4.    | Szamoa              | 3 | 0  | 0 | 3 | 0  | 19 | −19 | 0 | |

| 2016. május 29. 16:00 (UTC+10) |

| Pápua Új-Guinea | 1–1               | Új-Kaledónia |
| --------------- | ----------------- | ------------ |
| Semmy 41'       | (1–0) Jegyzőkönyv | Saïko 84'    |

| Sir John Guise Stadion, Port Moresby Nézőszám: 4231 Játékvezető: Matthew Conger (új-zélandi) |

| 2016. május 29. 19:00 (UTC+10) |

| Tahiti                                    | 4–0               | Szamoa |
| ----------------------------------------- | ----------------- | ------ |
| T. Tehau 2' 5' Chong Hue 15' A. Tehau 39' | (4–0) Jegyzőkönyv |        |

| Sir John Guise Stadion, Port Moresby Nézőszám: 4720 Játékvezető: Ravitesh Behari (Fidzsi-szigeteki) |

| 2016. június 1. 16:00 (UTC+10) |

| Pápua Új-Guinea   | 2–2               | Tahiti                    |
| ----------------- | ----------------- | ------------------------- |
| Gunemba 45+1' 64' | (1–0) Jegyzőkönyv | A. Tehau 66' T. Tehau 76' |

| Sir John Guise Stadion, Port Moresby Nézőszám: 1643 Játékvezető: Nick Waldron (új-zélandi) |

| 2016. június 1. 19:00 (UTC+10) |

| Új-Kaledónia                                                                                 | 7–0               | Szamoa |
| -------------------------------------------------------------------------------------------- | ----------------- | ------ |
| Kayara 18' 30' Nemia 28' Zeoula 38' (11-esből) Wadriako 53' Cexome 79' Dahite 89' (11-esből) | (4–0) Jegyzőkönyv |        |

| Sir John Guise Stadion, Port Moresby Nézőszám: 2015 Játékvezető: Robinson Banga (vanuatui) |

| 2016. június 5. 16:00 (UTC+10) |

| Pápua Új-Guinea                                                 | 8–0               | Szamoa |
| --------------------------------------------------------------- | ----------------- | ------ |
| Foster 13' 51' Gunemba 33' 63' 85' Dabinyaba 58' 74' Upaiga 67' | (2–0) Jegyzőkönyv |        |

| Sir John Guise Stadion, Port Moresby Játékvezető: Joel Hopkken (vanuatui) |

| 2016. június 5. 19:00 (UTC+10) |

| Tahiti         | 1–1               | Új-Kaledónia |
| -------------- | ----------------- | ------------ |
| T. Tehau 90+2' | (0–0) Jegyzőkönyv | Kaï 80'      |

| Sir John Guise Stadion, Port Moresby Játékvezető: Nick Waldron (új-zélandi) |

### B csoport
| Hely. | Csapat           | M | Gy | D | V | G+ | G– | Gk | P | Továbbjutás |
| ----- | ---------------- | - | -- | - | - | -- | -- | -- | - | --- |
| 1.    | Új-Zéland        | 3 | 3  | 0 | 0 | 9  | 1  | +8 | 9 | Továbbjutott az egyenes kieséses szakaszba, valamint a 2018-as világbajnokság óceániai selejtezőjének 3. fordulójába |
| 2.    | Salamon-szigetek | 3 | 1  | 0 | 2 | 1  | 2  | −1 | 3 | Továbbjutott az egyenes kieséses szakaszba, valamint a 2018-as világbajnokság óceániai selejtezőjének 3. fordulójába |
| 3.    | Fidzsi-szigetek  | 3 | 1  | 0 | 2 | 4  | 6  | −2 | 3 | Továbbjutott a 2018-as világbajnokság óceániai selejtezőjének 3. fordulójába                                         |
| 4.    | Vanuatu          | 3 | 1  | 0 | 2 | 3  | 8  | −5 | 3 | |

| 2016. május 28. 16:00 (UTC+10) |

| Új-Zéland                                      | 3–1               | Fidzsi-szigetek          |
| ---------------------------------------------- | ----------------- | ------------------------ |
| Tzimopoulos 16' Fallon 41' Wood 61' (11-esből) | (2–1) Jegyzőkönyv | Krishna 45+2' (11-esből) |

| Sir John Guise Stadion, Port Moresby Nézőszám: 500 Játékvezető: Norbert Hauata (tahiti) |

| 2016. május 28. 19:00 (UTC+10) |

| Vanuatu | 0–1               | Salamon-szigetek |
| ------- | ----------------- | ---------------- |
|         | (0–1) Jegyzőkönyv | Donga 19'        |

| Sir John Guise Stadion, Port Moresby Nézőszám: 1611 Játékvezető: Médéric Lacour (új-kaledóniai) |

| 2016. május 31. 16:00 (UTC+10) |

| Vanuatu | 0–5               | Új-Zéland                                            |
| ------- | ----------------- | ---------------------------------------------------- |
|         | (0–5) Jegyzőkönyv | Wood 4' 5' McGlinchey 10' Fallon 19' Barbarouses 45' |

| Sir John Guise Stadion, Port Moresby Nézőszám: 520 Játékvezető: Amos Anio (pápua új-guineai) |

| 2016. május 31. 19:00 (UTC+10) |

| Salamon-szigetek | 0–1               | Fidzsi-szigetek        |
| ---------------- | ----------------- | ---------------------- |
|                  | (0–0) Jegyzőkönyv | Krishna 85' (11-esből) |

| Sir John Guise Stadion, Port Moresby Nézőszám: 798 Játékvezető: Kader Zitouni (tahiti) |

| 2016. június 4. 16:00 (UTC+10) |

| Fidzsi-szigetek         | 2–3               | Vanuatu                                         |
| ----------------------- | ----------------- | ----------------------------------------------- |
| Kautoga 51' Krishna 69' | (1–0) Jegyzőkönyv | Fred 19' Masauvakalo 41' Kaltack 75' (11-esből) |

| Sir John Guise Stadion, Port Moresby Nézőszám: 900 Játékvezető: Kader Zitouni (tahiti) |

| 2016. június 4. 19:00 (UTC+10) |

| Új-Zéland | 1–0               | Salamon-szigetek |
| --------- | ----------------- | ---------------- |
| Adams 80' | (0–0) Jegyzőkönyv |                  |

| Sir John Guise Stadion, Port Moresby Nézőszám: 1295 Játékvezető: Norbert Hauata (tahiti) |

## Egyenes kieséses szakasz
|  |           |                  |                 |                 |       |           |           |       |
|  | Elődöntők | Elődöntők        | Elődöntők       |                 |       | Döntő     | Döntő     | Döntő |
|  | Elődöntők | Elődöntők        | Elődöntők       |                 |       | Döntő     | Döntő     | Döntő |
|  | június 8. |                  |                 |                 |       |           |           |       |
|  |           |                  |                 |                 |       |           |           |       |
|  | A1        | Új-Zéland        | 1               |                 |       |           |           |       |
|  | A1        | Új-Zéland        | 1               | június 11.      |       |           |           |       |
|  | B2        | Új-Kaledónia     | 0               |                 |       |           |           |       |
|  | B2        | Új-Kaledónia     | 0               |                 |       | Új-Zéland | Új-Zéland | 0 (4) |
|  | június 8. |                  |                 |                 |       | Új-Zéland | Új-Zéland | 0 (4) |
|  |           |                  | Pápua Új-Guinea | Pápua Új-Guinea | 0 (2) |           |           |       |
|  | B1        | Pápua Új-Guinea  | Pápua Új-Guinea | Pápua Új-Guinea | 0 (2) | 2         |           |       |
|  | B1        | Pápua Új-Guinea  |                 |                 |       |           |           |       |
|  | A2        | Salamon-szigetek | 1               |                 |       |           |           |       |
|  | A2        | Salamon-szigetek | 1               |                 |       |           |           |       |
|  |           |                  |                 |                 |       |           |           |       |

### Elődöntők
| 2016. június 8. 16:10 (UTC+10) |

| Új-Zéland | 1–0               | Új-Kaledónia |
| --------- | ----------------- | ------------ |
| Wood 49'  | (0–0) Jegyzőkönyv |              |

| Sir John Guise Stadion, Port Moresby Nézőszám: 1379 Játékvezető: Kader Zitouni (tahiti) |

| 2016. június 8. 19:40 (UTC+10) |

| Pápua Új-Guinea          | 2–1               | Salamon-szigetek |
| ------------------------ | ----------------- | ---------------- |
| Foster 38' Dabinyaba 82' | (1–1) Jegyzőkönyv | Molea 41'        |

| Sir John Guise Stadion, Port Moresby Nézőszám: 3548 Játékvezető: Matthew Conger (új-zélandi) |

### Döntő
| 2016. június 11. 16:00 (UTC+10) |

| Új-Zéland                            | 0–0         | Pápua Új-Guinea             |
| ------------------------------------ | ----------- | --------------------------- |
|                                      | Jegyzőkönyv |                             |
| Büntetőpárbaj                        |             |                             |
| Fallon McGlinchey Dyer Brockie Rojas | 4–2         | Upaiga Semmy Foster Gunemba |

| Sir John Guise Stadion, Port Moresby Játékvezető: Norbert Hauata (tahiti) |

| A 2016-os OFC-nemzetek kupája győztese |
| -------------------------------------- |
| · Új-Zéland · 5. cím                   |